# Selma Irmak
Selma Irmak (Kızıltepe, Província de Mardin, Turquia, 8 de març de 1971), és una diputada turca del Partit de la Pau i la Democràcia, que representa la província de Şırnak. Va ser elegida al Parlament Turc en les eleccions generals del juny de 2011. Va ser una dels cinc diputats i diputades que van ser elegits directament des de la presó. Durant la dècada dels 90 va passar deu anys a la presó per suposada pertinença al PKK. Va ser militar durant anys al Partit de la Societat Democràtica (DTP). L'any 2008 va ser condemnada a sis mesos de presó per enaltiment de crims i criminals; el tribunal va commutar-li la pena pel pagament de 5000 lires turques. Va presentar-se a l'alcaldia de Derik en les eleccions locals del 29 de març de 2009. El 18 d'abril de 2009, quan encara era copresidenta del DTP, va ser detinguda altre cop durant una operació policial a Mardin, i empresonada a la presó de Diyarbakır sota l'acusació de pertinença a una organització terrorista. Segons fonts del DTP, aquestes detencions van ser una resposta del Govern turc al gran suport que el partit tingué en les eleccions locals del març de 2009.
Va ser jutjada juntament amb altres 175 polítics i activistes kurds en el que es coneix com a judici massiu KCK que va començar l'octubre de 2010. El febrer de 2012 va iniciar una vaga de fam juntament amb molts altres detinguts. Va ser alliberada el 4 de gener de 2014 per decisió del Tribunal Penal Superior de Diyarbakır. El seu alliberament es va produir poc temps després d'una decisió històrica del Tribunal Constitucional turc en el cas de Mustafa Balbay. El 5è Tribunal Penal de Diyarbakır va condemnar l'any 2017 a Selma Irmak a 10 anys de presó per presumptes càrrecs de pertinença a una organització terrorista i difusió de propaganda per a aquesta organització.